# Pteroglossus bitorquatus
Pteroglossus bitorquatus là một loài chim trong họ Ramphastidae.